# Darko Anić
Darko Anić (Zadar, 30. travnja 1957.) hrvatsko-francuski je šahovski velemajstor. 
Prvi šahovski uspjeh bilo je osvajanje prvenstva Zadra 1974. godine, zatim sveučilišni prvak Zagreba 1976.,. 1979. godine prvak je Dalmacije, a hrvatski prvak 1985. godine te doprvak Francuske 1997. godine. Međunarodni je velemajstor od 1999. godine. Šahovski trener već sa 17 godina. 2004. vodio je francusku reprezentaciju na šahovskoj olimpijadi u Calviji.
Najviši rejting mu je bio 1. siječnja 2000., kad je imao 2499 bodova i bio 15. među francuskim šahistima.
Napisao šahovske knjige o Kraljevoj indijci E67 i Obrani s dva skakača C55.
Po statistikama FIDE sa službenih internetskih stranica od 1. siječnja 2014., ima 2413 bodova.

## Vanjske poveznice
- Hrvatski šahovski savez  Arhivirana inačica izvorne stranice od 11. travnja 2012. (Wayback Machine) Nacionalna rejting lista
- Izabrane šahovske partije na Chessgames
- FIDE  Arhivirana inačica izvorne stranice od 3. lipnja 2020. (Wayback Machine)
- ChessBase